# Декларация от Корфу
Декларацията от Корфу (на сръбски: Крфска декларација) е политическа декларация от 20 юли 1917 г., поставила началото на създаването на Югославия като парламентарна монархия под управлението на династията Караджорджевичи. Подписана е със съдействието на Великобритания и Франция от представители на Сърбия и членове на Югославския комитет, представляващ сърбите, хърватите и словенците от Австро-Унгария.